# Instituto Electoral del Estado de Zacatecas
El Instituto Electoral del Estado de Zacatecas (IEEZ) es un organismo público autónomo y de carácter permanente, dotado de personalidad jurídica y patrimonios propios; profesional en el desempeño de sus funciones e independiente de sus decisiones. Es responsable de cumplir con la función estatal de organizar las elecciones estatales en el estado de Zacatecas, relacionadas con la elección de  Gobernador de Zacatecas, presidentes municipales y diputados locales.

## Conformación
La Ley Orgánica del Instituto Electoral del Estado de Zacatecas establece en su artículo 23 que el Consejo General del IEEZ se integrará por:
- Un Consejero Presidente, que lo será también del Instituto y seis Consejeros Electorales.
- El Consejero Presidente y los Consejeros Electorales durarán en su cargo siete años y no podrán ser reelectos para otro periodo. Preferentemente cuatro serán de un género y tres de otro.

A las sesiones del Consejo General, concurrirán con voz, pero sin voto:
- Un Secretario Ejecutivo,
- Consejeros representantes del Poder Legislativo. Cada grupo parlamentario, por conducto de su coordinador, propondrá a los respectivos propietarios y suplentes, que serán designados por el Pleno de la Legislatura. Sólo habrá un consejero en funciones por cada grupo parlamentario; y
- Representantes de los partidos políticos. Los partidos políticos con registro o acreditación vigente ante el Instituto tienen derecho a designar a un representante propietario con su respectivo suplente.

El Consejero Presidente y los Consejeros Electorales serán designados por el Consejo General del Instituto Nacional Electoral, en los términos previstos por la Constitución Política de los Estados Unidos Mexicanos, la Constitución Política del Estado Libre y Soberano de Zacatecas, la Ley General de Instituciones y Procedimientos Electorales y la Ley Orgánica del IEEZ.

## Atribuciones
En el ámbito de su competencia, el Instituto, tendrá como fines:
- Contribuir al desarrollo de la vida democrática en el Estado de Zacatecas;
- Promover, fomentar y preservar el fortalecimiento democrático del sistema de partidos políticos en el Estado;
- Promover, fomentar y preservar el ejercicio de los derechos político electorales de los ciudadanos;

- Garantizar la celebración periódica y pacífica de las elecciones para renovar a los integrantes de los Poderes Legislativo, Ejecutivo, así como de los miembros de los Ayuntamientos del Estado;
- Velar por la autenticidad y efectividad del sufragio popular;
- Coadyuvar en la promoción del voto y difundir la cultura democrática;
- Garantizar la celebración pacífica de los procesos de participación ciudadana;
- Garantizar la transparencia y el acceso a la información pública del Instituto;
- Difundir la cultura democrática con perspectiva de género, enfoque de igualdad sustantiva y paridad entre mujeres y hombres; y
- Garantizar la integración paritaria de la Legislatura del Estado y de los Ayuntamientos.

## Consejo General
| Cargo                | Nombre                      | Periodo |
| -------------------- | --------------------------- | ------- |
| Consejero Presidente | Juan Manuel Frausto Ruedas  | 7 años  |
| Secretario Ejecutivo | Jorge Chiquito Díaz de León | –       |
| Consejero            | Carlos Casas Roque          | 7 años  |
| Consejera            | Brenda Mora Aguilera        | 7 años  |
| Consejero            | Arturo Sosa Carlos          | 7 años  |
| Consejera            | Israel Guerrero de la Rosa  | 7 años  |
| Consejero            | Yazmín Reveles Pasillas     | 7 años  |
| Consejera            | Sandra Valdez Rodríguez     | 7 años  |
|                      |                             |         |